# ГЕС Хосе-Марія-де-Оріоль
ГЕС Хосе-Марія-де-Оріоль (ісп. José María de Oriol) – гідроелектростанція у центральній частині Іспанії. Знаходячись між ГЕС-ГАЕС Торрехон (вище по течії)  та ГЕС Cedillo, входить до складу каскаду на Тахо (найбільша річка Піренейського півострова, що впадає в Атлантичний океан вже на території Португалії біля Лісабону).
Для роботи станції річку перекрили контрфорсною греблею Алькантара ІІ висотою 130 метрів та довжиною 570 метрів, на спорудження якої пішло 956 тис м3 матеріалу. Вона створила велике водосховище об’ємом 3162 млн м3 та площею поверхні 104 км2, яке витягнулось по долині річки на 91 км. Нормальним коливанням рівня водойми вважається знаходження між позначками 175 та 218 метрів НРМ.
Розташований біля греблі машинний зал обладнаний чотирма турбінами типу Френсіс потужністю по 229 МВт. При напорі до 106,5 метрів вони забезпечують виробництво біля 2 млрд кВт-год електроенергії на рік.
Зв’язок з енергосистемою відбувається по ЛЕП, що працює під напругою 400 кВ.